# GDDR5
GDDR5 (англ. Graphics Double Data Rate 5) — п'яте покоління пам'яті DDR SDRAM, спроєктованої для додатків, що вимагають високої смуги пропускання. На відміну від його попередника, GDDR4, GDDR5 заснований на пам'яті DDR3, яка має подвоєні, порівняно з DDR2 DQ (Digital Quest) канали зв'язку, але у GDDR5 також є буфери попередньої вибірки шириною 8 бітів, як у GDDR4.
GDDR5 відповідає стандартам, які були викладені в специфікації GDDR5 JEDEC. Вона використовує 8n архітектуру попередньої вибірки та інтерфейс динамічної конфігурації пристроїв, для досягнення високої швидкодії, та може бути налаштована для управління в режимах ×32 або ×16 (clamshell), який вибирається під час ініціалізації пристрою. GDDR5 використовує дві тактові частоти CK і WCK, остання вдвічі більше першої. Команди передаються в режимі SDR (стандартна тактова частота) на частоті CK; адресна інформація передається в режимі DDR на частоті CK; а дані передаються в режимі DDR на частоті WCK. Інтерфейс GDDR5 передає два інформаційних слова шириною 32 біти за тактовий цикл (WCK) через контакти мікросхеми пам'яті. Одиничний доступ для читання або запису відповідно до попередньої вибірки 8n складається з двох передач даних шириною 256 біт за тактовий цикл (CK) усередині ядра пам'яті та восьми відповідних половинних передач даних шириною 32 біти за тактовий цикл (WCK) на контактах мікросхеми пам'яті.
Наприклад для GDDR5 зі швидкістю передачі даних 5 Гбіт/с на контакт CK подається тактова частота 1,25 GHz, а на контакт WCK c частотою 2,5 GHz. Так само часто вживається ефективна частота (QDR), оскільки, як уже згадувалось, дані передаються з частотою WCK в режимі DDR. У цьому прикладі ця частота становить 5 GHz.
У зв'язку з наявністю двох частот (CK, WCK) виробники виробів, які використовують GDDR5, можуть вказувати різні частоти для пам'яті, хоча швидкість передачі даних може не відрізнятися. NVIDIA вказує частоту WCK, AMD частоту CK. Одна 32-бітна GDDR5-мікросхема використовує 170-контактний корпус BGA.

## Використання в комерційних продуктах
25 червня 2008 компанія AMD випустила свій перший графічний прискорювач, що використовує пам'ять GDDR5 — ATI Radeon HD 4870. На платі встановлено 512 МБ або 1024 МБ пам'яті GDDR5.
Зараз AMD використовує пам'ять GDDR5 у відеокартах середнього і високого цінового діапазону, обсяг якої варіюється від 512 МБ до 6144 МБ: HD 4770/4730, HD 4870, HD 4890, HD 4870x2, HD 5670, HD 5750/5770, HD 5830 / 5850/5870, HD 5970, HD 6770, HD 6850/6870, HD 6930/6950/6970/6990, GCN — Radeon HD7750/7770, HD 7850/7870, HD7950/7970, а також в графічних картах для ноутбуків: HD 6490M, HD 6570M, HD 6750M, HD 6770M.
У квітні 2010 року вийшов перший продукт від корпорації NVIDIA, що має пам'ять стандарту GDDR5 — NVIDIA Fermi. Продукти цієї архітектури мають від 1024 МБ до 6144 МБ пам'яті стандарту GDDR5 для професійних карт: Quadro 2000, Quadro 4000, Quadro 5000, Quadro 6000 і від 512 МБ до 4096 МБ для ігрових рішень: GT240, GT430, GTS 450, GTX 460, GTX 465, GTX 470, GTX 480, GTX 550 Ti, GTX 560, GTX 560 Ti, GTX 570, GTX 580, GTX 590, GTX 650, GTX 680, GTX 690 тощо.
В ігровому пристрої восьмого покоління PlayStation 4 GDDR5 використовується як оперативна пам'ять.

## GDDR5X
У січні 2016 року, JEDEC стандартизував технологію GDDR5X SGRAM. GDDR5X приблизно вдвічі швидша за GDDR5, підтримує передачу від 10 до 14 Гбіт/с. Подвоєння швидкості передачі даних вдалося досягнути за допомогою переходу з 32 біт на 64 біт. Для виробників графічної пам'яті великим плюсом цієї технології є те, що виробництво пам'яті GDDR5X можливе на уже існуючих виробничих потужностях.

## GDDR5M
Також на основі GDDR5 був розроблений стандарт GDDR5M.